# Fischenberg (Kleines Wiesental)

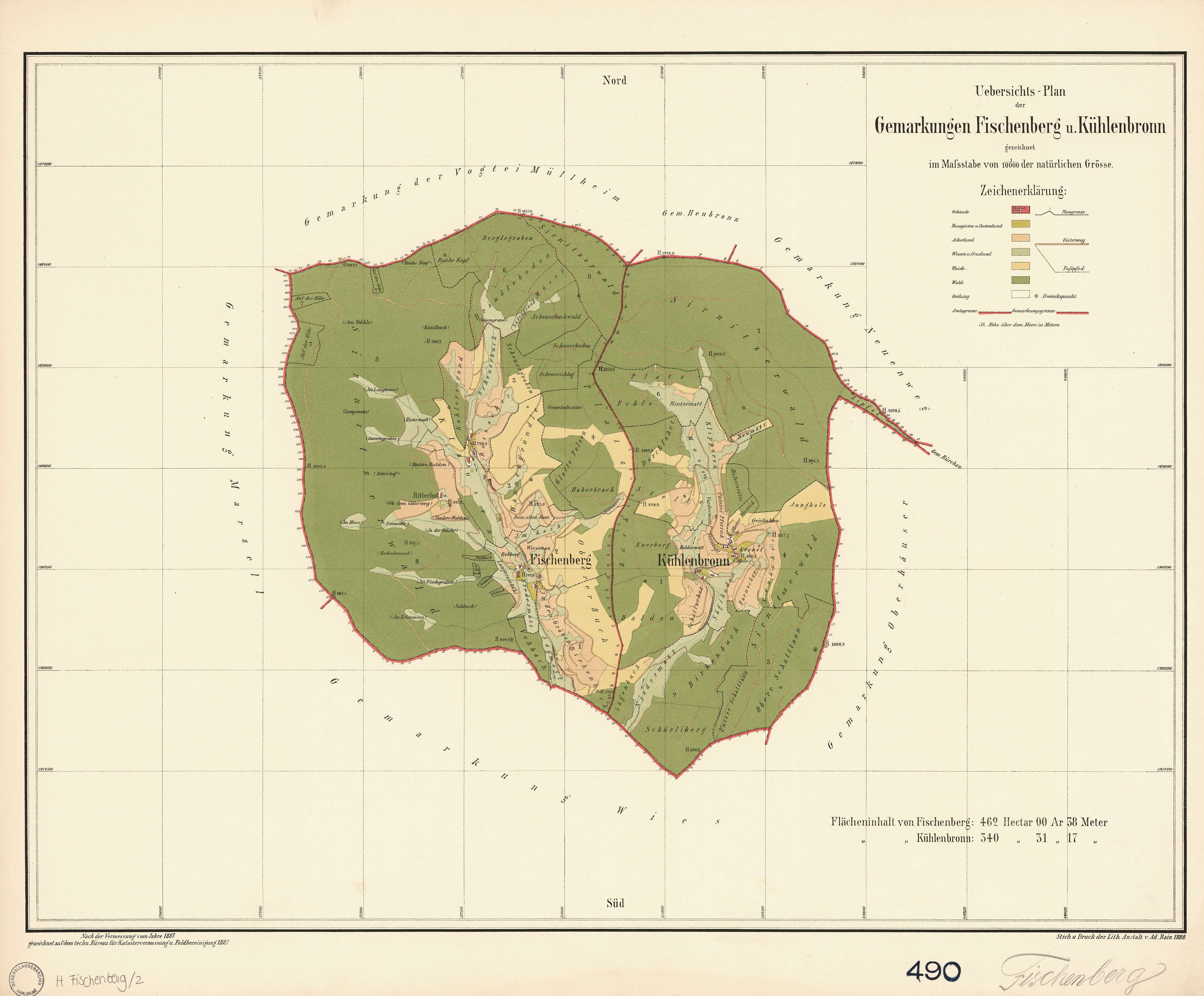
Gemarkungskarte von Fischenberg und Kühlenbronn von 1888

Fischenberg ist ein 462 Hektar großer Wohnplatz in der Gemeinde Kleines Wiesental im Landkreis Lörrach, der dem Ortsteil Wies zurechnet wird. Der abgelegene Weiler liegt zwischen 716 m ü. NHN und 815 m ü. NHN Höhe im oberen Seitental der Köhlgartenwiese, durch das das Fischenberger Bächle rund zwei Kilometer südlich vom Weiler in die Köhlgartenwiese mündet. In diesem Abschnitt münden mehrere Bäche in das Fischenberger Bächle.

## Geschichte
Der Ort wird 1564 als Vischenberg erstmals urkundlich genannt und war bis 1762 in Ober- und Unterfischenbach geteilt. Obwohl beide Besiedlungen Weiler waren hatten sie eigene Wälder, Bergfelder und Brunnen. Der Ort gehörte zur Vogtei Tegernau im Oberamt Rötteln. 1763 hatte Fischenberg 90 Einwohner. 1755 baute der Ort seine eigene Schule, die als Winterschule genutzt wurde.

## Beschreibung
Der Wohnplatz ist über eine asphaltierte Stichstraße,  die zu den höchstgelegenen im Landkreis zählt, vom vier Kilometer entfernten Wies aus erreichbar. Die Besiedlung erfolgt fast nur auf dieser Stichstraße und bildet einen tiefer und einen höher gelegenen Teil, die nicht miteinander verwachsen sind. Abseits der Stichstraße befindet sich westlich der Ritterhof (864 m ü. NHN) so wie am nördlichen Abschluss der Leistingerhof (794 m ü. NHN). Fischenberg liegt am Fuße des Raubkopf (1071 m ü. NHN) und des Köhlgarten (1230 m ü. NHN) im Norden und dem Oberen Buck (954 m ü. NHN) im Osten.